# Ракетные удары по Запорожью
После российского вторжения на территорию Украину 24 февраля 2022 года украинский город Запорожье и его окрестности стали объектом неоднократных обстрелов и бомбардировок со стороны России (включая удары крылатыми ракетами, ракетами С-300 и беспилотниками-камикадзе «Шахед-136»).

## Предыстория
Украина подверглась нападению российских вооруженных сил 24 февраля 2022 года. Тогда российские войска обстреляли аэропорт. Российский 22-й армейский корпус продвигался на север из аннексированного Крыма в сторону города Запорожье — областного центра, занимающего стратегическую позицию вдоль реки Днепр в центральной Украине. К 26 февраля российские войска начали приближаться к Запорожской АЭС и ударили по троллейбусному депо, а на следующий день поступили сообщения о боях между украинскими и российскими войсками на южной окраине города. Сообщений о жертвах после столкновения не поступало. Вечером того же дня впервые с начала войны произошёл российский обстрел города.

## Хронология

### 2022 год

#### Март
Запорожская АЭС подверглась обстрелу со стороны России в ночь на 3 марта, в результате чего на станции возник пожар, который к утру следующего дня удалось локализовать. В тот же день завод перешел под контроль российских войск после битвы за Энергодар.
16 марта российские войска нанесли ракетные удары по детскому ботаническому саду и вокзалу Запорожье-2, из-за чего поезда были переведены на станцию Запорожье-1. Ранен один человек.

#### Апрель
Жители сообщили, что 7 апреля раздавались взрывы в разных частях города. Это было результатом успешной работы запорожских ПВО, сбивших три российские крылатые ракеты, предотвратив возможные потери и/или ранения на земле. 16 апреля ПВО Запорожья сбили две российские ракеты.
21 апреля в сторону Запорожья были выпущены две российские крылатые ракеты. Первая ракета упала в районе острова Хортица в районе Преображенского моста в 12:45. В это время по мосту ехал пассажирский поезд, следовавший из Запорожья во Львов. Ударной волны были выбиты окна четырёх вагонов. Вторая ракета также упала возле Хортицы в 13:30, в результате чего было повреждено здание санатория (Санаторий-профилакторий ЗТР) на острове. Восемь человек получили ранения, все они были гражданскими лицами.
Утром 26 апреля две российские управляемые ракеты 3М-54 «Калибр» попали в город, а третья ракета разорвалась в воздухе. В результате ракетного удара был поврежден завод, который не работал, погиб один мирный житель и трое получили ранения. Через два дня утром 28 апреля по городу был нанесен ещё один удар ракетой Х-55 класса «воздух-поверхность». Были разрушены два частных дома и пострадали три человека.

#### Май
В 23:00 12 мая российская крылатая ракета попала в остров Хортица, вызвав небольшой пожар в месте падения. О повреждении инфраструктуры или жертвах не сообщалось.
Ещё четыре крылатые ракеты были запущены по Запорожью 25 мая. В то время как одна ракета была сбита средствами ПВО города, три других поразили гражданские объекты в Шевченковском районе и торговый центр в Александровском районе, в результате чего один мирный житель погиб и трое получили ранения.

#### Август
29 августа россияне разрушили в Запорожье 9 многоэтажек и 40 частных домов.

#### Сентябрь

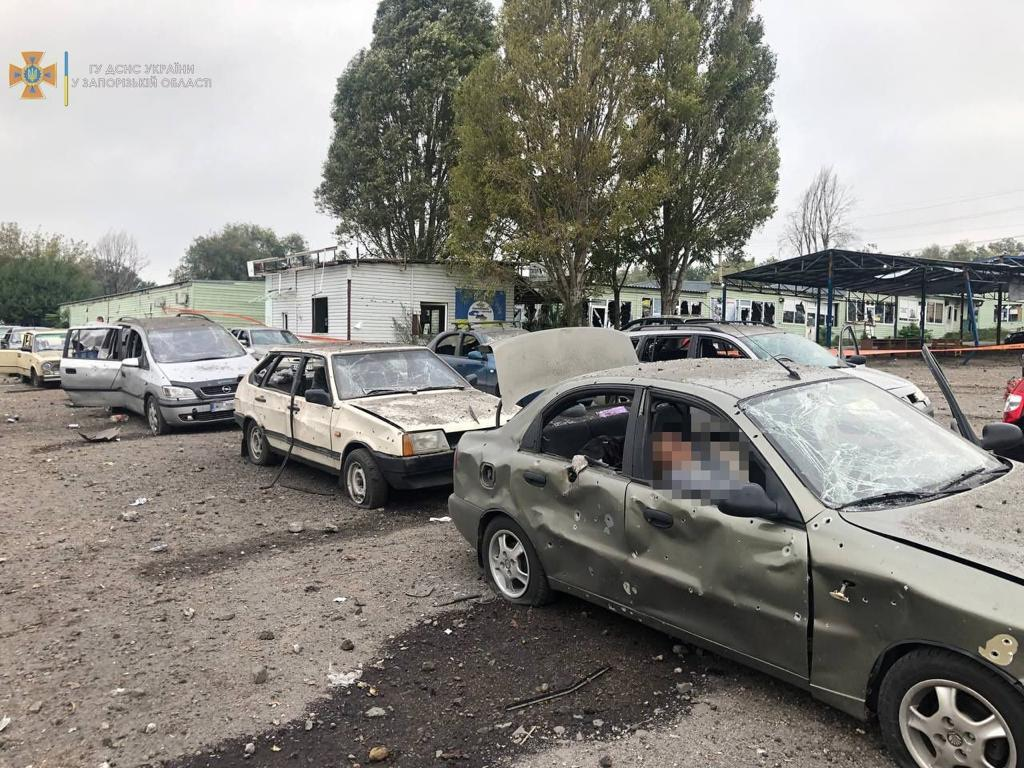
Гуманитарная колонна после удара 30 сентября

В ночь на 19 сентября Запорожье было поражено восемью российскими ракетами, выпущенными по промышленным и жилым районам. Утром последовал ещё один ракетный обстрел областного центра в районе реки Днепр. Двумя днями позже город снова был обстрелян двумя российскими ракетами ночью, а днём — ещё пятью ракетами. Ещё два раза пострадал областной центр, повреждена другая инфраструктура и жилые дома, два снаряда разорвались в поле на окраине города. Были ранены трое мирных жителей. На следующий день, 22 сентября, по городу было выпущено ещё девять ракет. Один из снарядов попал в отель в центральном парке города, убив одного мирного жителя и ранив пятерых. Также были повреждены электрическая подстанция и несколько многоэтажных жилых домов. Позже в тот же день ещё десять ракет попали в город и повредили около десятка частных домов. При дальнейшем обстреле утром 24 сентября в город попало пять снарядов, в результате чего были повреждены жилые дома, а также 9 мирных жителей получили ранения и один человек погиб. 25 сентября россияне обстреляли город и ранили не менее трех человек.
Утром 27 сентября Запорожье было поражено десятью ракетами С-300. Помимо повреждения инфраструктуры, атака также повредила линии электропередач, что привело к пожару.
30 сентября гражданская гуманитарная колонна была поражена несколькими российскими ракетами С-300, в результате чего 32 мирных жителя погибли и около 90 получили ранения.

#### Октябрь

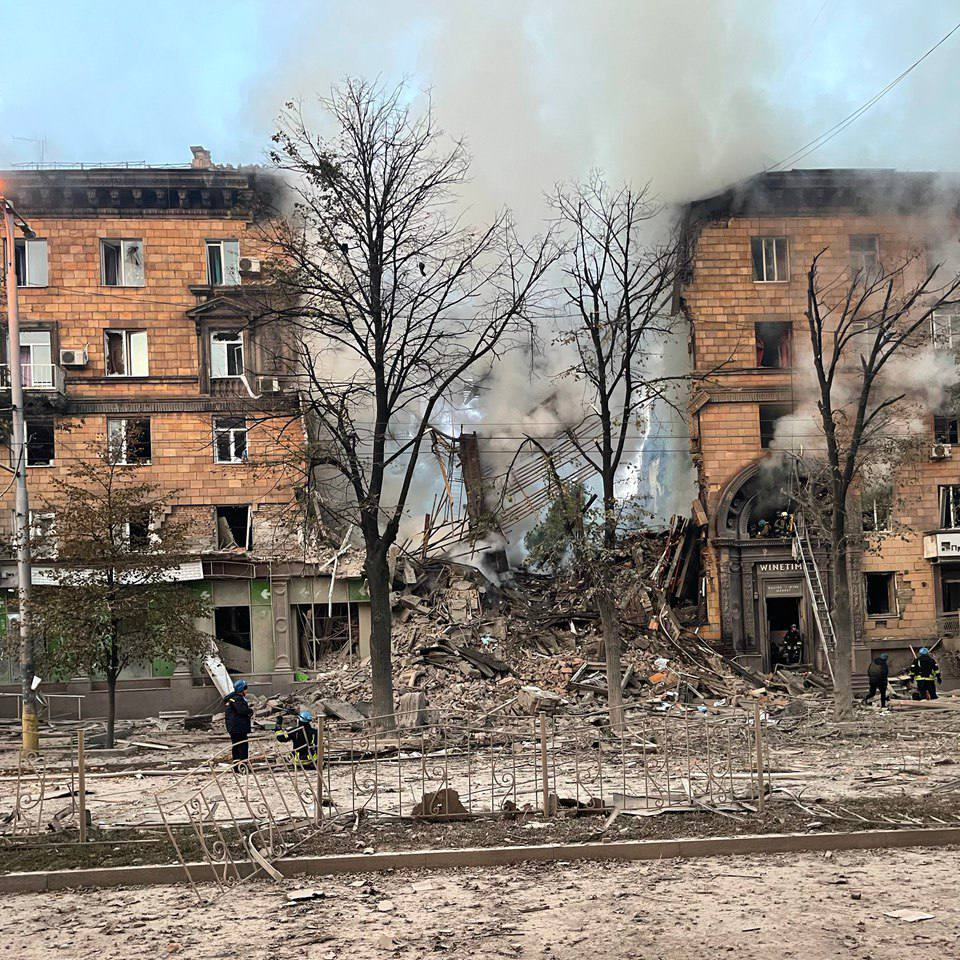
Дом на Соборном проспекте, 151, после обстрела 6 октября

6 октября в 5:08 по центру Запорожья было выпущено семь российских ракет. В результате нападения было разрушено несколько жилых домов и вспыхнули пожары, в результате которых 17 мирных жителей погибли и ещё 12 получили ранения.
Ночью 7 октября Запорожье снова подверглось нападению, но на этот раз со стороны иранских беспилотников-камикадзе Шахед-136, используемых российскими войсками. ПВО сбили три ракеты. В результате атаки 12 мирных жителей погибли, ещё 13 получили ранения и 15 пропали без вести. В тот же день около 10 утра по городу был нанесен ещё один удар российских войск: одна из ракет упала во двор многоэтажки. В результате атаки было повреждено здание и ранен один мирный житель.
Около 3 часов ночи 9 октября 12 российских тактических ракет были выпущены по объектам гражданской инфраструктуры Запорожья. Большинство ракет попало как в многоэтажные дома, так и в жилые дома, при этом девятиэтажка была частично разрушена после обстрела. Повреждены ещё пять многоэтажек, 20 жилых домов и четыре школы, а также 20 автомобилей. Всего в результате нападения было убито 14 мирных жителей, ещё более 80 получили ранения.

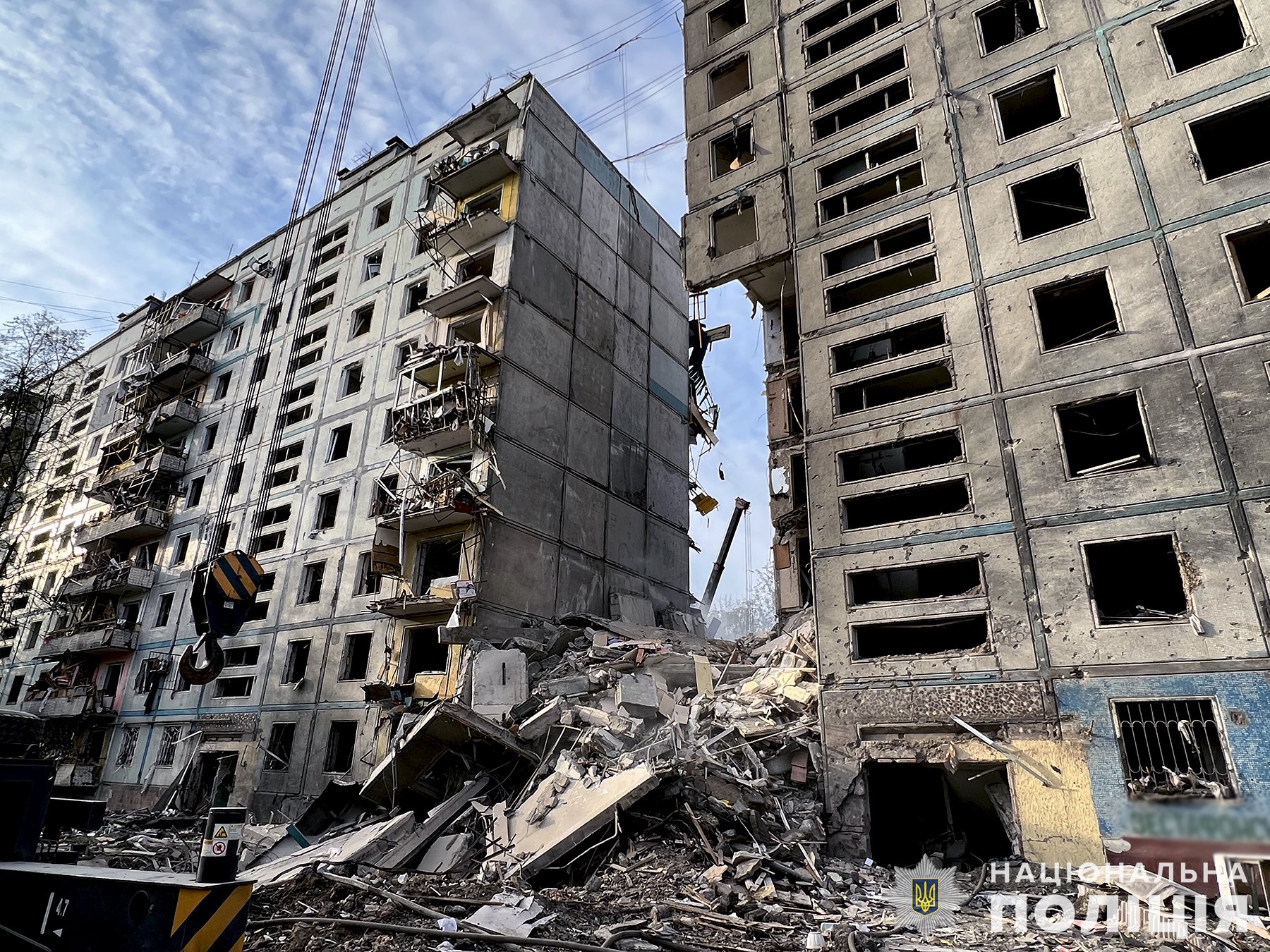
Жилой дом после авиаудара 9 октября

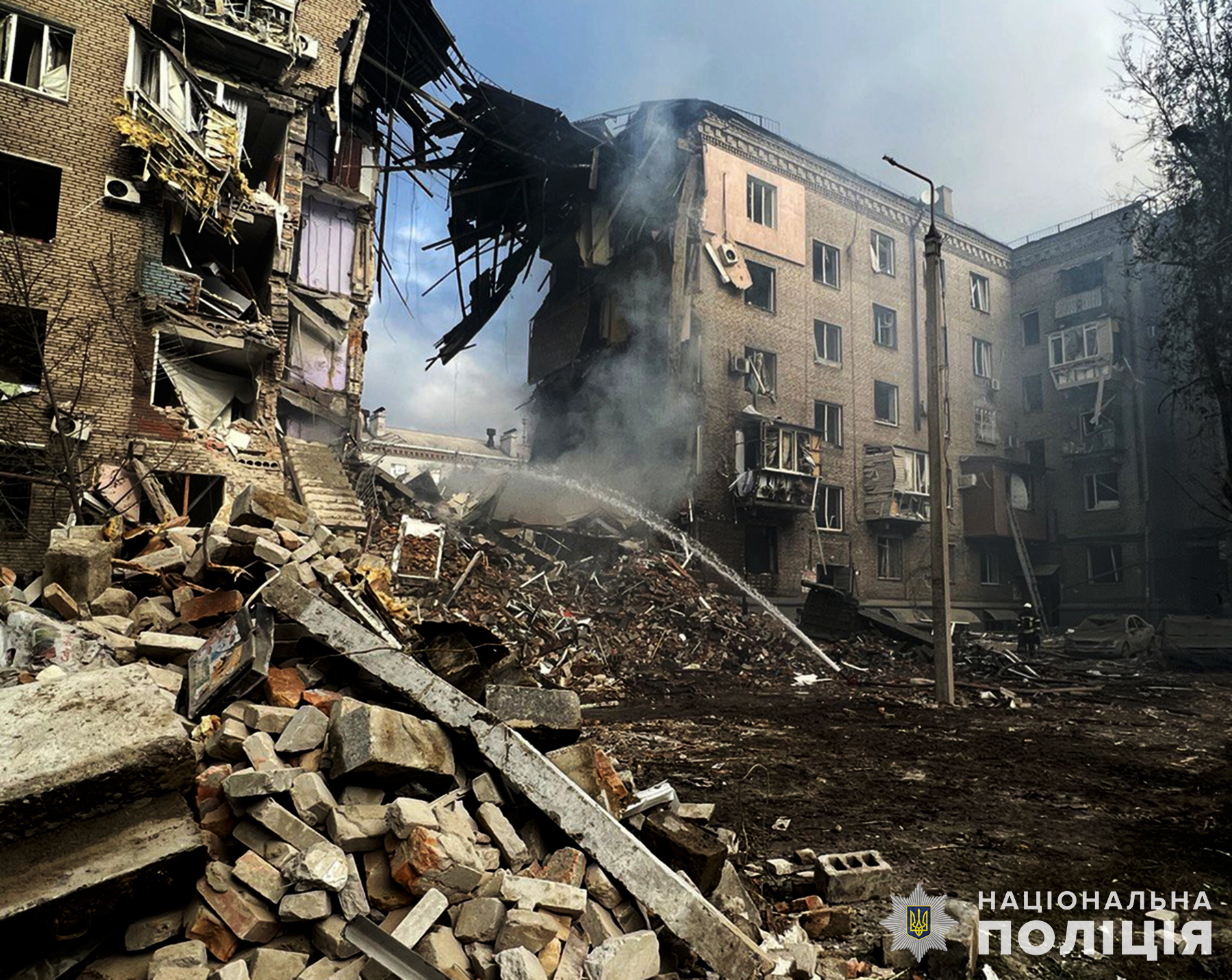
Жилой дом после авиаудара 10 октября

На следующий день в 01:45 около семи российских зенитных ракет С-300 нанесли удар по городу, в результате чего восемь мирных жителей погибли.
В ночь с 11 на 15 октября российские силы непрерывно обстреливали Запорожье примерно 19 ракетами С-300 и четырьмя беспилотниками-камикадзе «Шахед-136». Повреждены многие жилые дома, другая городская инфраструктура и несколько автомобилей. Был убит один гражданский и ещё трое ранены.
Ещё одна серия атак произошла в ночь с 17 на 19 октября, когда не менее семи ракет С-300 поразили как гражданскую, так и промышленную инфраструктуру, а несколько беспилотников-камикадзе поразили областной центр. О смертельных случаях или травмах не сообщалось. Двумя днями позже, 21 октября, около 8:30 утра, ещё шесть российских ракет С-300 нанесли удар по городу, повредив ещё несколько жилых домов, а также школу. В результате нападения пятеро мирных жителей получили ранения.
31 октября около 8:00 с российского самолёта было выпущено несколько ракет, после чего в 10:00 последовала ещё одна атака российских ракет С-300. Инфраструктуре города вновь нанесен ущерб, в том числе повреждены несколько многоэтажек, больница, школа и дом культуры. В результате обстрелов многие жители города остались без электричества и водопровода.

#### Ноябрь
6 ноября около 00:34 по районному центру города были выпущены две ракеты С-300. Одна из ракет попала в жилой квартал, повредив частные дома, две машины и вызвав пожар. Другая взорвалась в частном поле. В результате обстрела погиб один человек.
18 ноября в 22:35 по Запорожью были запущены пять ракет С-300. В результате атаки были повреждены завод и несколько многоэтажек, погиб один человек. После теракта без отопления остались более 120 жилых домов. На следующий день проблема с отоплением в пострадавших многоэтажках была решена. 19 ноября россияне повредили объект промышленной инфраструктуры.
С 19 ноября по 2 марта россияне без перерывов обстреливали Запорожье, а после этого обстрелы стали более интенсивными и неразборчивыми.

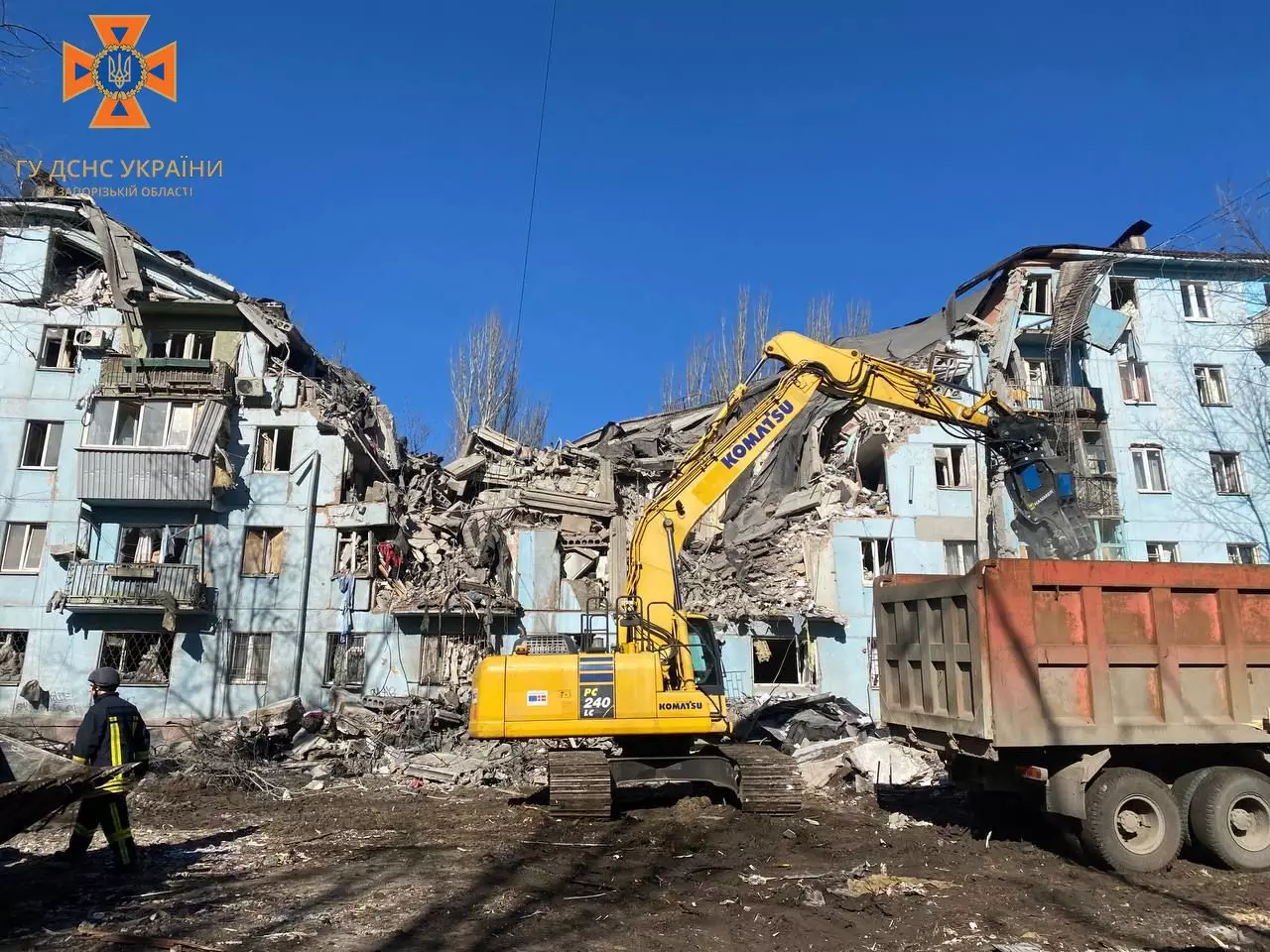
Дом после удара 2 марта 2023 года

### 2023 год

#### Март
В ночь на 2 марта российским ракетным ударом (по предварительным данным, ракетой С-300) был частично разрушен пятиэтажный дом по улице Независимой Украины, 67. Погибли 13 человек, 5 пропали без вести.
22 марта российские ракеты попали в два соседних жилых дома. Один человек скончался в больнице, 34 человека ранены, из которых 29 госпитализированы (среди них три ребёнка).
С марта по июль в Запорожье было около 30 прилётов российских ракет, которыми убиты около 20 человек.

#### Июль
12 июля из-за падения обломков российского беспилотника в одном из парков Запорожья пострадали 18 человек, в том числе 6 детей.

#### Август
При атаке по Запорожью 9 августа, по данным МВД, погибли три человека, еще девять пострадали. В городе повреждены торговые точки и выбиты окна в многоэтажных домах.

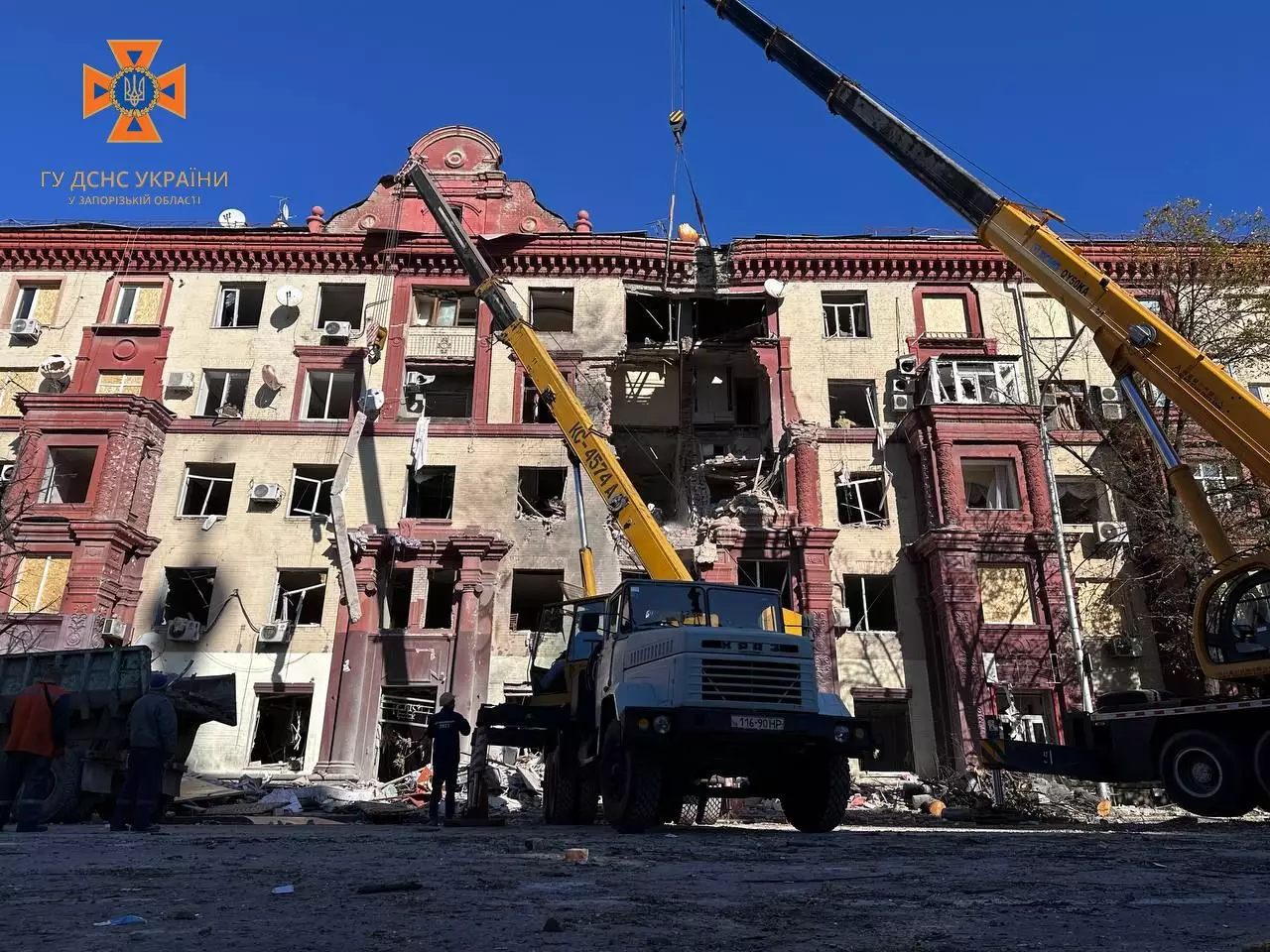
Дом после удара 18 октября

#### Октябрь
В ночь на 18 октября по Запорожью был нанесён удар шестью ракетами. Одна из них частично разрушила 5-этажный дом. 5 человек погибли и 5 были ранены.

#### Декабрь
В результате обстрела 29 декабря одна из ракет попала по открытой местности, другая разрушила частный дом, также были повреждены многоэтажные дома. По данным региональной администрации погибли 6 человек.

### 2024 год

#### Апрель
8 апреля около 12:30 российские военные нанесли удар по инфраструктуре города, убив трёх гражданских лиц и ранив восьмерых.

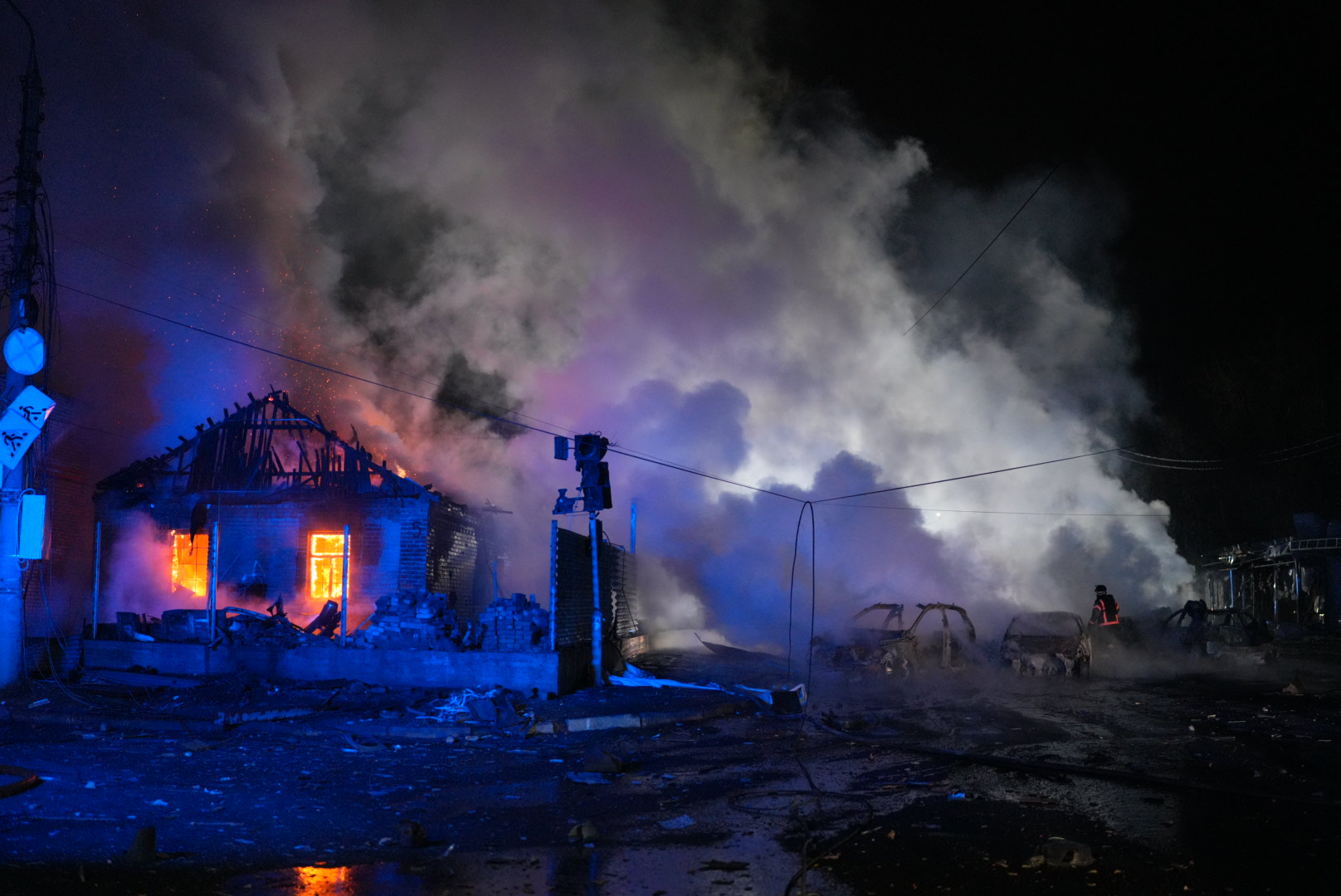
Последствия удара 6 декабря

#### Декабрь
6 декабря вечером российские войска нанесли удар по Запорожью. 10 человек погибли, 24 ранены (в том числе трое детей).
10 декабря в результате российского ракетного удара по частной клинике в центре города не менее 9 человек погибли и 22 были ранены. Пострадали, среди прочего, бизнес-центр и жилые дома. В регионе второй раз за неделю объявлен траур.

### 2025 год

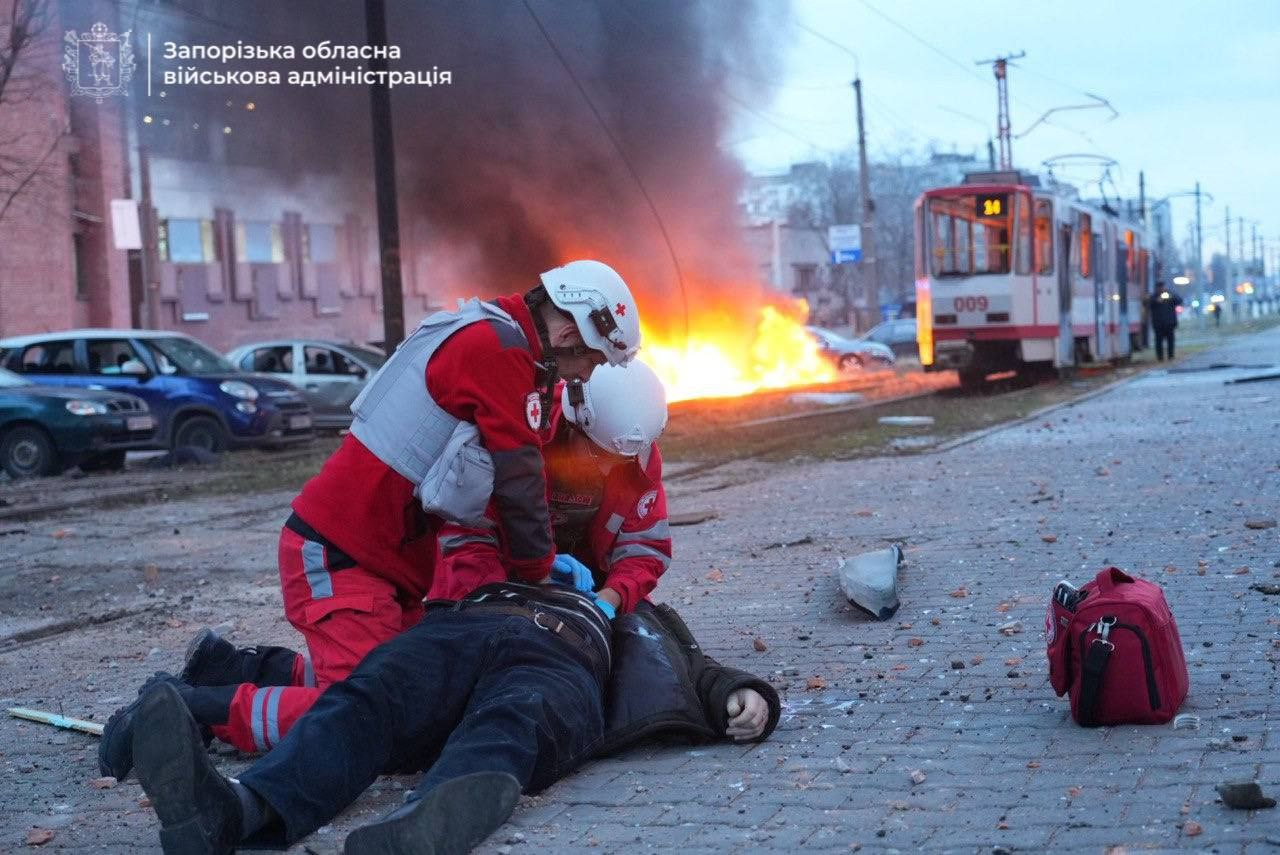
Улица Запорожья после удара 8 января

#### Январь
8 января российские военные в час пик нанесли удар двумя управляемыми авиабомбами по улице с оживлённым движением, администрации завода «Мотор Сич», многоквартирным домам и городской инфраструктуре в центре Запорожья. Погибли 13 человек, пострадали более 100. В городе объявлен траур.